# يوجين ميرل شوميكر
يوجين ميرل شوميكر (28 أبريل 1928 - 18 يوليو 1997) جيولوجي أمريكي. شارك في اكتشاف المذنب شوميكر – ليفي 9 مع زوجته كارولين شوميكر ودايفيد لافي. اصطدم هذا المذنب بكوكب المشتري في يوليو 1994 وعرض تأثير الاصطدام على شاشات التلفزيون في جميع أنحاء العالم. درس شوميكر أيضًا الفوهات الأرضية، مثل فوهة بارينجر النيزكية في أريزونا، وقدم مع إدوارد تشاو أول دليل قاطع على أصلها كفوهة تصادمية. وكان أيضًا أول مدير لبرنامج أبحاث الجيولوجيا الفلكية التابع لهيئة المسح الجيولوجي بالولايات المتحدة.
قُتل في حادث سيارة أثناء زيارته لموقع حفرة تصادمية في أستراليا. بعد وفاته، نُقل بعض رماده إلى القمر في مهمة المنقب القمري.

## جوائز
حصل على جوائز منها:
- ميدالية آرثر داي (1982)[10]
- نيشان جون برايس ويذريل [الإنجليزية]‏
- قلادة العلوم الوطنية الأمريكية.